# Roeien op de Olympische Zomerspelen 2020
Roeien was een van de sporten die werd beoefend tijdens de Olympische Zomerspelen 2020 in Tokio. Het deelnemersveld bestond uit 526 atleten, gelijk verdeeld over de geslachten en verspreid over veertien evenementen. In tegenstelling tot voorgaande edities was het aantal evenementen voor mannen en vrouwen gelijk; de vier-zonder voor lichte mannen werd vervangen door de vier-zonder voor vrouwen. Het roeien vond plaats op de Sea Forest Waterway in de Baai van Tokio.

## Kwalificatie
In totaal konden zich 206 boten en 526 atleten kwalificeren voor het olympisch toernooi. Het aantal boten en atleten is gelijk voor beide geslachten. Elk Nationaal Olympisch Comité (NOC) kon maximaal één boot per evenement en daarmee maximaal 24 atleten per geslacht afvaardigen. Een quotaplaats werd vergeven aan een NOC en niet aan de atleet. Voor het onderdeel skiff kwalificeerden zich per geslacht 32 boten, voor de lichte dubbel-twee achttien, voor de dubbel-twee en vier-zonder dertien, voor de dubbel-vier en vier-zonder tien en voor de acht zeven.
Het kwalificatieproces voor mannen en vrouwen was gelijk. Gastland Japan was verzekerd van een quotaplaats bij de skiff en bij hetzelfde onderdeel worden twee plaatsen toegekend door de olympische tripartitecommissie. De overige plaatsen waren te verdienen bij de wereldkampioenschappen van 2019 en het afsluitende olympisch kwalificatietoernooi in 2020. Voor de skiff en de lichte dubbel-twee werden daarnaast plaatsen behaald via continentale kwalificatietoernooien.

## Competitieschema
Hieronder volgt het competitieschema van het roeien op de Olympische Zomerspelen 2020. Het toernooi werd gehouden van 23 tot en met 30 juli 2021. De onderdelen begonnen elk met de series en de herkansingsronde en eindigen met een finale. De lichte dubbel-twee, dubbel-twee en twee-zonder kenden daarnaast halve finales, terwijl de skiff ook kwartfinales had. De eerste finales – van de dubbel-vier – vonden plaats op 27 juli. De daaropvolgende drie dagen waren er elke dag vier finales van twee onderdelen.
| S | Series | H | Herkansing | ¼ | Kwartfinale | ½ | Halve finale | F | Finale |

| Datum →            | 23    | 24    | 25    | 26    | 27    | 28    | 29    | 30    |
| Onderdeel ↓        | 23    | 24    | 25    | 26    | 27    | 28    | 29    | 30    |
| Skiff              | Skiff | Skiff | Skiff | Skiff | Skiff | Skiff | Skiff | Skiff |
| ------------------ | ----- | ----- | ----- | ----- | ----- | ----- | ----- | ----- |
| Mannen             | S     | H     |       | ¼     |       | ½     |       | F     |
| Vrouwen            | S     | H     |       | ¼     |       | ½     |       | F     |
| Lichte dubbel-twee |       |       |       |       |       |       |       |       |
| Mannen             |       | S     | H     |       | ½     |       | F     |       |
| Vrouwen            |       | S     | H     |       | ½     |       | F     |       |
| Dubbel-twee        |       |       |       |       |       |       |       |       |
| Mannen             | S     | H     |       | ½     |       | F     |       |       |
| Vrouwen            | S     | H     |       | ½     |       | F     |       |       |
| Twee-zonder        |       |       |       |       |       |       |       |       |
| Mannen             |       | S     | H     |       | ½     |       | F     |       |
| Vrouwen            |       | S     | H     |       | ½     |       | F     |       |
| Dubbel-vier        |       |       |       |       |       |       |       |       |
| Mannen             | S     | H     |       |       | F     |       |       |       |
| Vrouwen            | S     | H     |       |       | F     |       |       |       |
| Vier-zonder        |       |       |       |       |       |       |       |       |
| Mannen             |       | S     |       | H     |       | F     |       |       |
| Vrouwen            |       | S     |       | H     |       | F     |       |       |
| Acht               |       |       |       |       |       |       |       |       |
| Mannen             |       |       | S     |       |       | H     |       | F     |
| Vrouwen            |       |       | S     |       |       | H     |       | F     |

## Medailles

### Mannen
| Onderdeel          | Goud | Goud | Zilver | Zilver | Brons | Brons |
| ------------------ | ---- | --- | ------ | --- | ----- | --- |
| Skiff              | GRE  | Stefanos Douskos | NOR    | Kjetil Borch | CRO   | Damir Martin |
| Lichte dubbel-twee | IRL  | Fintan McCarthy Paul O'Donovan                                                                                              | GER    | Jason Osborne Jonathan Rommelmann | ITA   | Stefano Oppo Pietro Ruta |
| Dubbel-twee        | FRA  | Matthieu Androdias Hugo Boucheron                                                                                           | NED    | Stef Broenink Melvin Twellaar | CHN   | Liu Zhiyu Zhang Liang |
| Twee-zonder        | CRO  | Martin Sinković Valent Sinković                                                                                             | ROU    | Marius Cozmiuc Ciprian Tudosă | DEN   | Joachim Sutton Frederic Vystavel                                                                                             |
| Dubbel-vier        | NED  | Koen Metsemakers Dirk Uittenbogaard Abe Wiersma Tone Wieten                                                                 | GBR    | Tom Barras Jack Beaumont Angus Groom Harry Leask                                                                                              | AUS   | Caleb Antill Jack Cleary Cameron Girdlestone Luke Letcher                                                                    |
| Vier-zonder        | AUS  | Jack Hargreaves Alexander Hill Alexander Purnell Spencer Turrin                                                             | ROU    | Ștefan Berariu Cosmin Pascari Mugurel Semciuc Mihăiță Țigănescu                                                                               | ITA   | Matteo Castaldo Marco di Constanzo Matteo Lodo Giuseppe Vicino                                                               |
| Acht               | NZL  | Hamish Bond Sam Bosworth Michael Brake Shaun Kirkham Matt Macdonald Tom Mackintosh Tom Murray Dan Williamson Phillip Wilson | GER    | Laurits Follert Malte Jakschik Torben Johannesen Hannes Ocik Olaf Roggensack Martin Sauer Richard Schmidt Jakob Schneider Johannes Weißenfeld | GBR   | Josh Bugajski Jacob Dawson Charles Elwes Henry Fieldman Tom Ford Tom George James Rudkin Mohamed Sbihi Oliver Wynne-Griffith |

### Vrouwen
| Onderdeel          | Goud | Goud | Zilver | Zilver | Brons | Brons                                                                                             |
| ------------------ | ---- | --- | ------ | --- | ----- | ------------------------------------------------------------------------------------------------- |
| Skiff              | NZL  | Emma Twigg | ROC    | Hanna Prakatsen | AUT   | Magdalena Lobnig                                                                                  |
| Lichte dubbel-twee | ITA  | Federica Cesarini Valentina Rodini | FRA    | Claire Bové Laura Tarantola                                                                                                  | NED   | Marieke Keijser Ilse Paulis                                                                       |
| Dubbel-twee        | ROU  | Nicoleta-Ancuța Bodnar Simona Radiș | NZL    | Brooke Donoghue Hannah Osborne                                                                                               | NED   | Roos de Jong Lisa Scheenaard                                                                      |
| Twee-zonder        | NZL  | Kerri Gowler Grace Prendergast | ROC    | Jelena Orjabinskaja Vasilisa Stepanova                                                                                       | CAN   | Caileigh Filmer Hillary Janssens                                                                  |
| Dubbel-vier        | CHN  | Chen Yunxia Cui Xiaotong Lü Yang Zhang Ling                                                                                                  | POL    | Agnieszka Kobus Maria Sajdak Marta Wieliczko Katarzyna Zillmann                                                              | AUS   | Caitlin Cronin Harriet Hudson Rowena Meredith Ria Thompson                                        |
| Vier-zonder        | AUS  | Annabelle McIntyre Jessica Morrison Rosemary Popa Lucy Stephan                                                                               | NED    | Ymkje Clevering Karolien Florijn Ellen Hogerwerf Veronique Meester                                                           | IRL   | Emily Hegarty Aifric Keogh Eimear Lambe Fiona Murtagh                                             |
| Acht               | CAN  | Susanne Grainger Kasia Gruchalla-Wesierski Kristen Kit Madison Mailey Sydney Payne Andrea Proske Lisa Roman Christine Roper Avalon Wasteneys | NZL    | Kelsey Bevan Emma Dyke Jackie Gowler Kerri Gowler Ella Greenslade Grace Prendergast Beth Ross Caleb Shepherd (m) Lucy Spoors | CHN   | Guo Linlin Ju Rui Li Jingjing Miao Tian Wang Yuwei Wang Zifeng Xu Fei Zhang Dechang (m) Zhang Min |